# Елес
Елес или Лисе (грч. Οχυρό, Охиро) је насељено место у општини Зрново у периферији Источна Македонија и Тракија, Грчка. Према попису из 2021. године било је 314 становника.
Према бугарском географу и историчару, Василу Канчову, у Елесу је 1900. године живело 730 Турака (Словена муслимана) и 280 Словена хришћана. Године 1923. муслиманско становништво је принудно исељено у Турску и 73 православних у Бугарску, а на њихово место је насељено 211 грчких избегличких породица, укупно 881 особа. На попису из 1928. године Елес је имао 1.016 становника, од чега су Грци били апсолутна већина.